# کان چینگ‌زی
کان چینگ‌زی (انگلیسی: Kan Qingzi؛ زادهٔ ۱۵ آوریل ۱۹۸۸) بازیگر اهل چین است. وی از سال ۲۰۰۸ میلادی تاکنون مشغول فعالیت بوده است.